# Quinto Novio
Quinto Novio (in latino Quintus Novius; ... – dopo il 90 a.C.) è stato un commediografo latino.

## Biografia
Importante autore di atellane, Novio visse nel periodo di Silla.

## Commedie
Di Novio ci rimangono 44 titoliː Agricola, Andromache, Asinus, Bubulcus cerdo, Bucculus, Dotata, Duo Dossenni, Ficitor, Fullones, Fullones ferriati, Fullonicum, Gallinaria, Gemini, Hercules coactor, Hetaera, Maccus, Maccus copo, Maccus exul, Malivoli, Mania medica, Milites pometinenses, Optio, Paediam, Phoenissa, Vindemiatores, Virgo praegnans.
Ne abbiamo, inoltre, 100 versi. Risulta, a dire degli antichi, che nelle sue opere riuscì ad unire il popolare ed il festoso, coniugando sapientemente il mondo aristocratico e quello popolare, oltre ad usare spesso Maccus e Bucco, tipiche maschere dell'atellana, in situazioni grottesche e farsesche.
Il suo stile è ricco di metafore, allitterazioni e giochi di parole.
inferum autem, digitos omnis ubi ego diffregi meos»
la testa tante volteǃ Addio, o soglia

dove mi sono rovinati i piediǃ»
(Dal Maccus Exul)